# 吴茵 (手球运动员)
吴茵（1988年—），中国女子手球运动员。她曾代表中国国家女子手球队参加2011年世界女子手球锦标赛和2013年世界女子手球锦标赛。她也参加了2014年亚洲运动会和2018年亚洲运动会，其中在2018年亚洲运动会获得一枚银牌。